# 圣于连德卡萨尼亚
圣于连德卡萨尼亚（法語：Saint-Julien-de-Cassagnas）是法国加尔省的一个市镇，属于阿莱斯区。该市镇总面积4.46平方公里，2009年时的人口为636人。

## 人口
圣于连德卡萨尼亚人口变化图示